# Marek Ochlak
Marek Ochlak OMI (* 14. März 1966 in Nowe Miasto Lubawskie) ist ein polnischer römisch-katholischer Ordensgeistlicher und Bischof von Fenoarivo Atsinanana in Madagaskar.

## Leben
Marek Ochlak besuchte das Knabenseminar der Hünfelder Oblaten in Markowice und trat anschließend am 7. September 1985 der Ordensgemeinschaft bei. Das Noviziat absolvierte er in Koderi, legte am 8. September 1986 die erste Profess ab und studierte anschließend Philosophie und Theologie am ordenseigenen Seminar in Obra. Am 8. September 1990 legte er die ewige Profess ab. Der Posener Weihbischof Zdzisław Fortuniak weihte ihn am 15. Juni 1991 in der Seminarkapelle in Obra zum Diakon und spendete ihm am selben Ort am 20. Juni 1992 das Sakrament der Priesterweihe.
Nach der Priesterweihe war er zwei Jahre Kaplan in Kędzierzyn-Koźle und bereitete sich anschließend von 1994 bis 1995 in Frankreich auf den Missionseinsatz in Madagaskar vor. Von 1995 bis 2002 war er im Erzbistum Toamasina und von 2002 bis 2006 in der Seefahrerseelsorge tätig. Von 1995 bis 2008 arbeitete er in der Leitung der Oblatendelegation in Madagaskar mit, der er anschließend bis 2015 als Superior vorstand. Von 2016 bis 2021 war er Pfarrer im Bistum Morondava und kehrte anschließend nach Polen zurück, wo er in der polnischen Ordensprovinz für die Missionsarbeit verantwortlich war. Am 13. Januar 2023 wurde er zum Provinzial der polnischen Oblatenprovinz gewählt.
Papst Franziskus ernannte ihn am 17. April 2025 zum Bischof von Fenoarivo Atsinanana. Es handelte sich um die letzte Bischofsernennung durch Franziskus, der vier Tage später verstarb. Der Apostolische Nuntius in Madagaskar, Erzbischof Tomasz Grysa, spendete ihm am 6. Juli desselben Jahres in der Danziger Rektoratskirche St. Joseph die Bischofsweihe. Mitkonsekratoren waren der Erzbischof von Danzig, Tadeusz Wojda SAC, und der Bischof von Morondava, Marie Fabien Raharilamboniaina OCD. Die Amtseinführung im Bistum Fenoarivo Atsinanana fand am 10. August 2025 statt.